# 冬のベンチ
「冬のベンチ」（ふゆのベンチ）は、シドのメジャー10枚目のシングル。2011年12月28日にキューンレコードから発売された。

## 概要
- 前シングル「いつか」以来およそ3ヶ月ぶりのリリースである。
- 初回盤にはAとBタイプがあり、Aタイプには「冬のベンチ　Special Movie Ver.A」が、Bタイプには「冬のベンチ　Special Movie Ver.B」が収録されたDVDが同梱されている。DVDの内容はもともとあるPVの別バージョン（冬のベンチ　Special Movie）となっており、メンバーのソロのPVとなっている。
- インディーズも含めたこれまでのPVで唯一、「全員集合での演奏シーン」がなく、ロケ地もメンバーそれぞれ違う。（大枠で言えば各メンバーごとにセットに入っているものを重ねた"残り香"などもそうなるが、ロケ地まで違うのはこの曲のPVのみ）
- 初回A・初回B・通常とも2012年開始予定のツアーの特別先行予約応募チラシが封入されている。
- メジャーデビュー以降、初のノンタイアップシングルである。
- CMには竹内力が出演していて、マオもエキストラとして出演している[1]。

## 収録内容
| 全作詞: マオ。 |                                                   |           |           |                 |      |
| #              | タイトル                                          | 作詞      | 作曲      | 編曲            | 時間 |
| 1.             | 「冬のベンチ」                                    | マオ      | ゆうや    | シド & 笹路正徳 | 5:07 |
| 2.             | 「囮」                                            | マオ      | Shinji    | シド            | 3:45 |
| 3.             | 「アリバイ (Live from 『dead stock TOUR 2011』)」 | マオ      | Shinji    | シド & 笹路正徳 | 4:07 |
| 合計時間:      | 合計時間:                                         | 合計時間: | 合計時間: | 12:59           |      |

## 楽曲解説
1. 冬のベンチ
PVは含みを持たせた構成になっているが、歌詞ではハッピーエンドの恋を描いたものとなっている。

## 収録アルバム
1. 冬のベンチ
  - 3rdスタジオ・アルバム『M&W』
  - 2ndベストアルバム『SID ALL SINGLES BEST』
2. 囮
  - 2ndカップリング・ベスト『Side B complete collection〜e.B 3〜』